# Sougambus bostoniensis
Sougambus bostoniensis là một loài nhện trong họ Linyphiidae.
Loài này thuộc chi Sougambus. Sougambus bostoniensis được James Henry Emerton miêu tả năm 1882.